# Euchilia striata
Euchilia striata är en skalbaggsart som beskrevs av Pouillaude 1915. Euchilia striata ingår i släktet Euchilia och familjen Cetoniidae. Inga underarter finns listade i Catalogue of Life.